# Жінка в зеленому
«Жінка в зеленому» (англ. The Woman in the Green Dress, фр. La femme à la robe verte) — картина французького живописця Клода Моне. Знаходиться в художньому музею в Бремені.

## Опис
Моделлю для портрета послужила Камілла Донсьє, подруга і майбутня дружина Моне. Критик Теодор Торе стверджував, що картина була написана всього за декілька днів, що нагадує ранні роботи Курбе.
«Жінка в зеленому» мала величезний успіх на Салоні в 1866. Своєю «Каміллою» Моне досяг повного успіху. Критика постійно хвалила той, що рівно струмує, як у старих майстрів, шовк сукні і порівнювала його з прославленими тканинами венеційського живописця Веронезе. «Поглянете на сукню. Вона гнучка і в той же час щільна, вона м'яко волочиться, вона живе, вона ясно говорить, хто ця жінка. Це не сукня ляльки, один з шматків мусліну, в якій обволікають мрію; це добротний шовк, який дійсно носять». Захоплювалися жвавістю фігури, тим, як вона, вирушаючи, обернулася. 
Поки  інші моделі намагалися показати своє тіло у найвигіднішій позі, Камілла просто невимушено рухалася. Відчувала, коли слід схилити голову чи порухати рукою. Вона навіть у найбідніші часи вміла підібрати найкращу сукню, щоб тканина мала привабливий вигляд на сонці та підкреслювала її легкість під час вітру. 
Ця картина абсолютно не схожа на будь-яку іншу. Але це –  Моне. Грамотно прописані риси обличчя, тонкий вигин шиї, надзвичайно точне зображення сукні та матеріалу. «Справжня парижанка, тріумфальна жінка», – з такими словами картину було прийнято на Салон. Але нам тут слід бачити момент. Піднята рука, ніжно повернута голова. Це момент прощання, за секунду до того, як Камілла мала покинути студію. Картина–враження (до того, як цей термін існував) від прощання з коханою, коли знаєш, що вона ще повернеться.
Скороминущість моменту, здається, схоплена тут і в позі, і в манері листа. Головне те, що миттєвий момент відображений настільки вдало, що можна стверджувати: хоч відступи від традиційної школи майже непомітні, але новий стиль вже на порозі. З Каміллою, Моне прожив у шлюбі п’ятнадцять років, і був щасливий весь цей час. У них народилося двоє синів: Жан і Мішель. Померла дружина художника в 1879 році, у віці 32 років.